# Albert Giraud
Émile Albert Kayenberg  alias Albert Giraud (Lovaina 1860-Schaerbeek 1929) fue un poeta simbolista belga que escribió en francés.

## Biografía
Cursó estudios de derecho en la Universidad Católica de Lovaina en donde tuvo la ocasión de frecuentar a Iwan Gilkin (1858-1924), a Émile Verhaeren y Max Waller (1860-1889). Se ganó la vida como periodista y, más tarde, como bibliotecario. Fue uno de los principales animadores del grupo La Jeune Belgique y defendió la doctrina de "el arte por el arte". Por ello, tuvo una polémica en 1885 con Edmond Picard, que defendía, de una manera no menos agresiva, el "arte social" en la modernidad. Fue en 1920 uno de los primeros miembros de la Academia Real de la Lengua y Literatura Francesa de Bélgica. Se volvió ciego al final de su vida. Murió en Schaerbeek, una de sus calles está dedicada a él.

## Obras
- Pierrot lunaire: Rondels bergamasques (1884), un ciclo de poemas basado en el personaje de la commedia dell'arte Pierrot. Fueron traducidas al alemán por Otto Erich Hartleben, textos de los que el compositor Arnold Schoenberg seleccionó algunos para su famosa obra atonal Pierrot Lunaire.
- La Guirlande des Dieux (1910).

## Enlaces relacionados
- Pierrot Lunaire Ensemble Wien grupo de cámara austríaco dedicado a la interpretación de la música contemporánea

- Datos: Q972661
- Multimedia: Albert Giraud / Q972661